# 増原宗一
増原 宗一（ますはら そういち、生没年不詳）は大正時代から昭和時代の日本画家。

## 来歴
鏑木清方の門人。本名は咲次郎。山口県に生まれる。巽画会に咲二郎の名で「読売」といって昔辻々に市井の出来事を瓦版に刷って売り歩いた姿を出したことが縁で清方に入門している。1917年に開催された第1回芸術社展に「舞」、「春の怨」、「三の糸」を出品、以降、第2回同展に「悪夢」、「華魁」、「舞子」、「悪魔」、「菖蒲湯」を、第3回同展に「虚無僧」、「思い思い」などを出品したことが知られている。また、1917年5月の第3回郷土会展に増原咲次郎として「うつつ」及び「紅がん」を出品した後、1919年には一月会に「初音」、「鷺娘」などを出品した。また、1921年には日本橋倶楽部において増原宗一自作展覧会が開催され、この時には『宗一画集』が出版されている。その後、1922年1月の第7回郷土会展に「馬の願い」、1924年3月の第9回郷土会展に「人魚の嘆き」を、1925年5月の第10回郷土会展に「八重垣姫」、「旅僧」を、1926年5月の第11回郷土会展に「宵の金春」、「蛍飛ぶ頃」を出品したことが知られる。そして、翌1928年5月17日から21日に日本橋三越において開催された第13回の郷土会展には宗一の遺作として「悪夢」及び「誇り」が出品されており、同年頃、死去したといわれる。
なお、2006年に星野画廊において、『夭折した幻の大正美人画家　没後78年　増原宗一遺作展』が開かれている。

## 作品
- 「舞妓」　絹本着色（自描紙表装）　大正中期　海の見える杜美術館所蔵
- 「宵の金春」　紙本着色　二曲一双　屏風　1926年（大正15年）　海の見える杜美術館所蔵